# Distretto di Hongkou
Il distretto di Hongkou (cinese semplificato: 虹口区; cinese tradizionale: 虹口區; mandarino pinyin: Hóngkǒu Qū) è un distretto di Shanghai. Ha una superficie di 23,40 km² e una popolazione di 770.800 al 2010.